# Yigoga subturbans
Yigoga subturbans är en fjärilsart som beskrevs av Charles Boursin 1948. Yigoga subturbans ingår i släktet Yigoga och familjen nattflyn. Inga underarter finns listade i Catalogue of Life.